# 26 Rezerwowa Dywizja Piechoty (Cesarstwo Niemieckie)
26 Rezerwowa Dywizja Piechoty (niem. 26. Reserve-Division)  – związek taktyczny Armii Cesarstwa Niemieckiego. 
W sierpniu 1914 rozwinięto w Niemczech do etatów wojennych istniejące w okresie pokoju związki operacyjne (armie) i związki taktyczne. W tym też miesiącu z rekrutów, rezerwistów i ochotników znajdujących się  w korpuśnych ośrodkach szkoleniowych zorganizowano jednostki rezerwowe.

W składzie XIV Rezerwowego Korpusu Armijnego została rozwinięta między innymi 26 Rezerwowa Dywizja Piechoty. W I wojnie światowej dywizja walczyła na froncie zachodnim.

## Struktura organizacyjna
Skład w 1914:
- dowództwo dywizji
- 51 Rezerwowa Brygada Piechoty
  - 121 rezerwowy pułk piechoty
  - 180 pułk piechoty
- 52 Rezerwowa Brygada Piechoty
  - 119 rezerwowy pułk piechoty
  - 120 rezerwowy pułk piechoty
- Wittenberski rezerwowy pułk dragonów